# NGC 612
NGC 612 је лентикуларна галаксија у сазвежђу Вајар која се налази на NGC листи објеката дубоког неба.
Деклинација објекта је - 36° 29' 35" а ректасцензија 1h 33m 57,7s. Привидна величина (магнитуда) објекта NGC 612 износи 13,0 а фотографска магнитуда 13,9. NGC 612 је још познат и под ознакама ESO 353-15, MCG -6-4-46, AM 0131-364, IRAS 01317-3644, PGC 5827.